# Поетика на пространството
„Поетика на пространството“ е книга от Гастон Башлар, публикувана през 1958 г. Башлар излага в нея някои от идеите си за литературата, също прилага метода на феноменологията към архитектурата, основавайки анализа си не на обявените първоизточници (както е тенденцията в Просвещението в мисленето за архитектурата), а на изживени усещания за архитектурата. По този начин той стига до разглеждане на видовете пространства като таван, мазе, чекмедже и др. подобни. Тази книга неявно кара архитектите да основават работата си на усещанията, които тя ще предизвика, и по-малко на абстрактни логични основи, които биха или не биха могли да повлияят зрителите и потребителите на архитектурата.
Преводът на английски език излиза през 1964 г., с картък хвалебствен предговор от Етиен Жилсон. При преиздаването му по-късно е добавен и кратък текст от историка Джон Стилгоу.
Светлозар Игов отбелязва съвременната ситуираност на представеното в книгата:
"В своята „Поетика на пространството“ Гастон Башлар пише: „Образът на дома се налага като топография на нашето най-интимно същество.“ И още: „Живее интензивно само този, който е успял да се прикъта някъде.“ (Димчо би казал – „пристан и заслона“). И на друго място Башлар определя дома като „съкровеност на убежището“. Но у Башлар, който свързва дома със стаите, колибата, гнездото, раковината, чекмеджето, сандъците и шкафовете, доминира представата за дома преди всичко като убежище от външните сили, като закрила на човека от враждебните стихии на природата и обществото, представата за Дома като „укритие“ и „затвореност“. Няма съмнение, че това е вече представата на модерния човек, на отчуждения човек, който има зад гърба си една дълга урбанистична и „стайна“ традиция." 